# 下烏金斯克
54°54′N 99°02′E / 54.900°N 99.033°E
下烏金斯克（羅馬化：Nizheneudinsk）是俄羅斯伊爾庫茨克州西部的一個城市，位於烏達河畔，距州府伊爾庫茨克西北508公里。2002年人口39,624人。
1648年建立，1783年建市。